# ウルリカ・パシュ
ウルリカ・パシュ（Ulrika "Ulla" Fredrica Pasch、 1735年7月10日 - 1796年4月2日）はスウェーデンの画家である。1773年にスウェーデン王立美術院が設立された時、唯一の女性の会員となった。

## 略歴
ストックホルムに生まれた。父親のローレンツ・パシュ(Lorenz Pasch the Elder:1702–1766)も肖像画家で、叔父のヨハン・パシュ(Johan Pasch:1706–1769) はスウェーデン王室の宮廷画家を務めていた。父親と同名の兄、ローレンツ・パシュ(Lorenz Pasch the Younger:1733-1805)も画家になった。兄とともに父親から絵を学んだ。
1752年に兄が国外に修行に出て、その頃、父親の絵が以前ほど人気が無くなり、一家の経済は苦しいものになった。1756年に母親が亡くなった後、親戚の金細工師グスタフ・スタフェル(Gustaf Stafhell)の家の家政婦をして家計を助けた。スタフェルはパシュが余暇に絵を自由に描くことを許した。肖像画や絵が売れるようになり、安い値段で注文を受けることで、父親や妹の生活費を得ることができるようになり、自宅で暮らすようになった。1766年に父親が亡くなり、兄のローレンツ・パシュが帰国すると、自宅とスタジオを共有して活動した。兄の肖像画はスウェーデンの有力者たちの人気を得た。ウルリカは兄の肖像画の衣装などの細部を助手として描いたとされる。
王立絵画学校(Kongliga Ritarakademien)を改組して、1773年にスウェーデン王立美術院が設立された時、女性としてただ一人会員に選ばれた。王立絵画学校時代に、伯爵夫人のウッラ・アドレルフェルト(Ulla Adlerfelt:1736–1765)が会員に選ばれているが、ウルリカ・パシュが最初のアカデミーの女性会員とされる。アカデミー設立後、20年ほどたってからアカデミー主催の展覧会が開かれるようになった時、ウルリカ・パシュも作品を出展した。1796年に亡くなった後、1798年に王立美術院の事務局長のトゥーレ・ヴェンベリ(Thure Wennberg)によって追悼スピーチが行われた。
ウルリカ・パシュの作品はベーナシュボリの美術館(Vänersborgs museum)やノーショーピングの美術館(Norrköpings konstmuseum)、ストックホルムのスウェーデン国立美術館に収蔵されている。 

## 作品

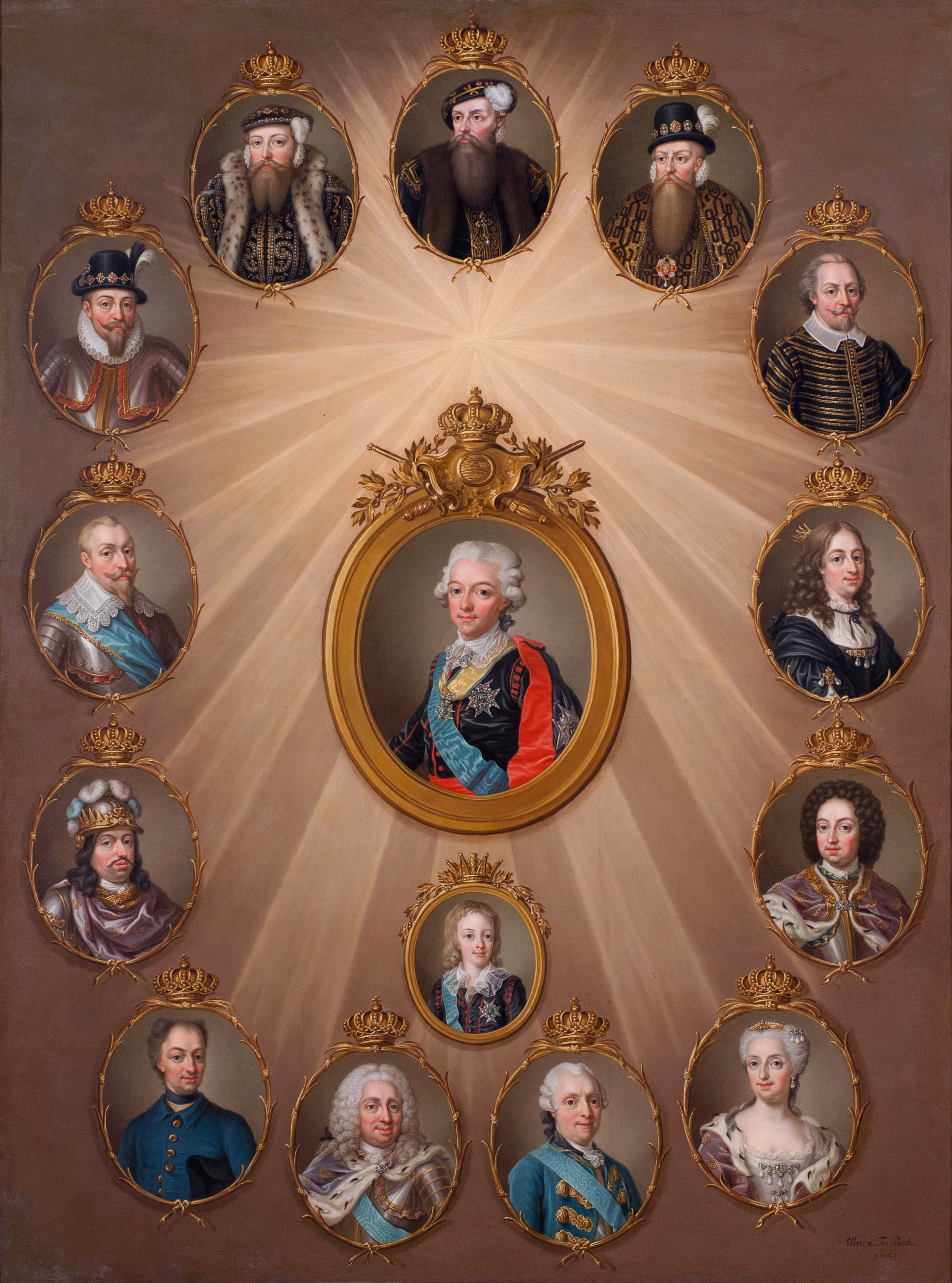
グスタフ3世の家族
グスタフ3世
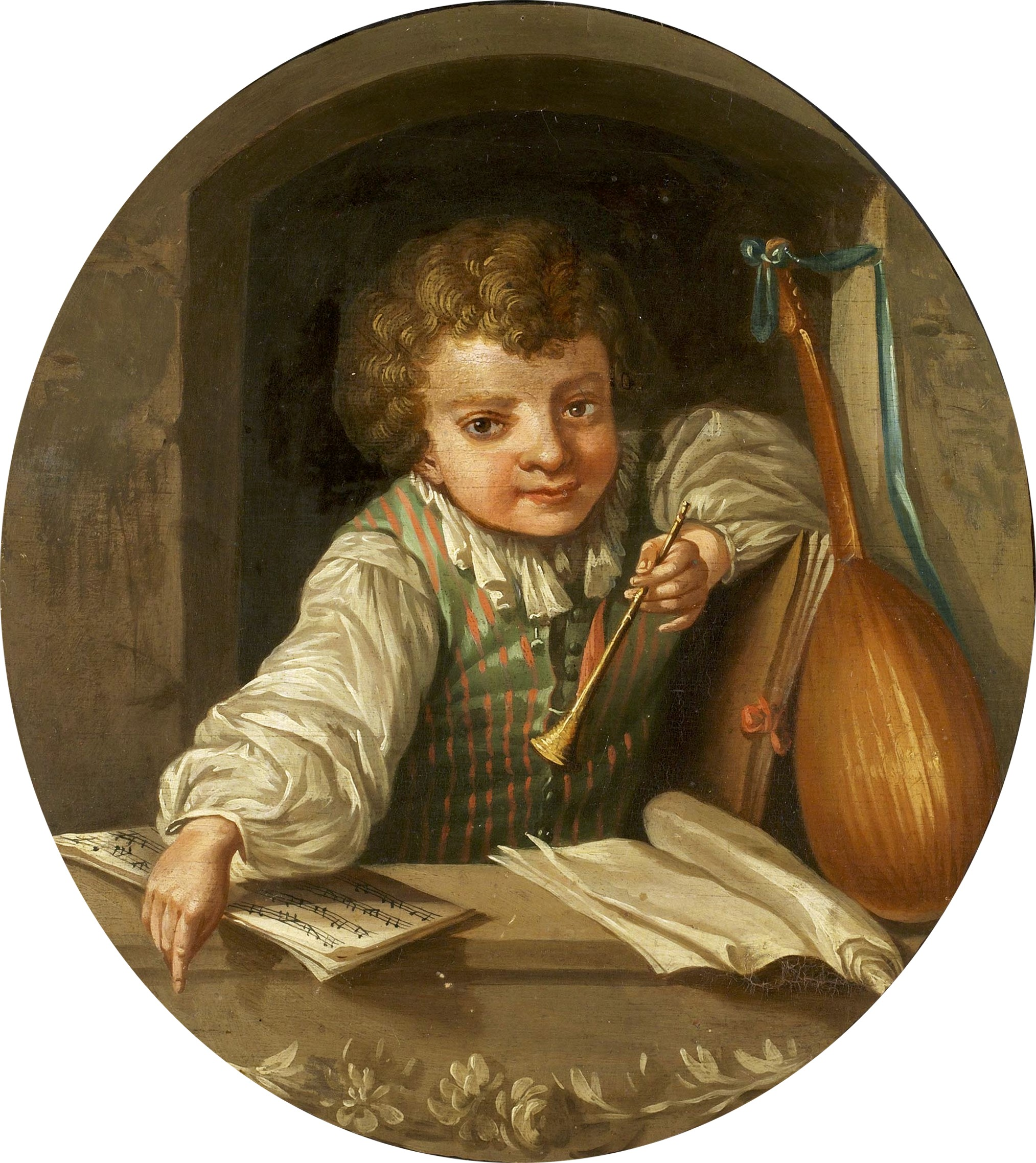
フルートを持つ子供
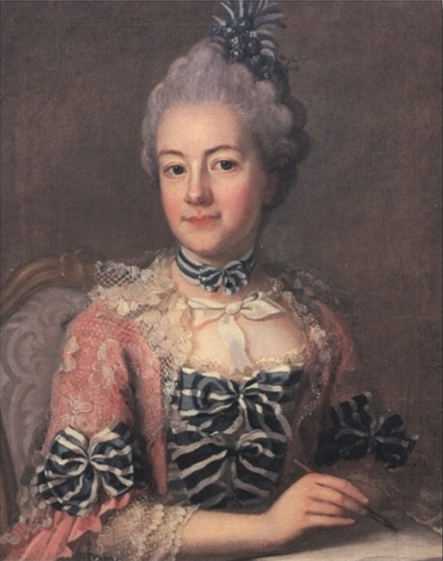
Hedvig Charlotta Nordenflycht-詩人